# Ga Hua Lamphong MRT
Ga Hua Lamphong (tiếng Thái: สถานีหัวลำโพง, phát âm [sā.tʰǎː.nīː hǔa̯ lām.pʰōːŋ]) là một ga tàu điện ngằm trên tuyến Xanh Dương thuộc Bangkok MRT. Nó nằm bên dưới Đường Rama IV đối diện Ga Bangkok, nó còn được gọi là "Hua Lamphong", do nó nằm trên vị trí ga Hua Lamphong cũ, thuộc Đường sắt Paknam, tuyến đường sắt đầu tiên của Thái Lan.
Nhà ga nối trực tiếp với ga tàu lửa Bangkok thông qua lối đi ngầm dưới lòng đất.
Ga Hua Lamphong là trạm ga cuối của tuyến MRT Xanh Dương từ 2004–2019.

## Bố trí ga

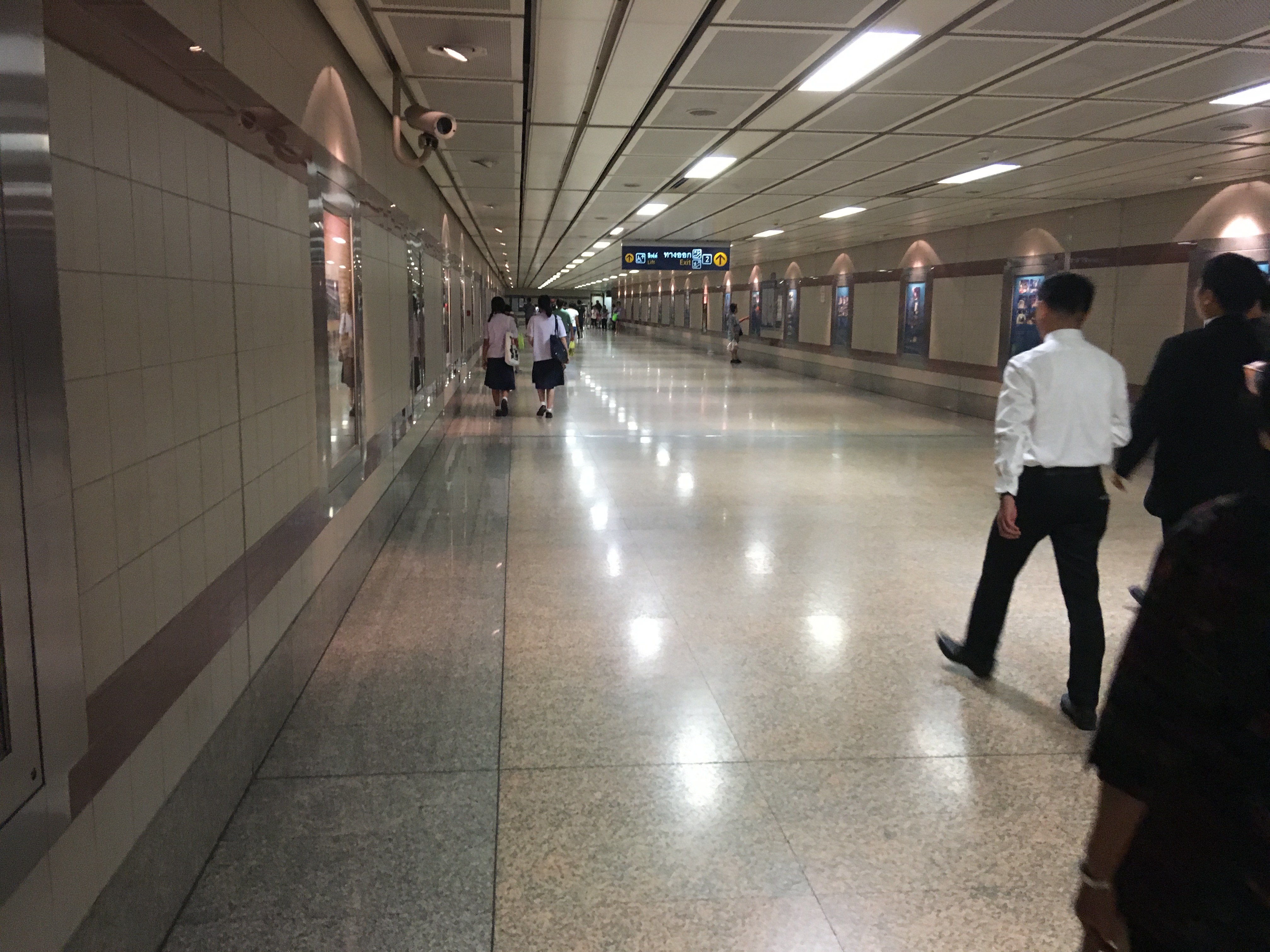
Lối thoát 2 đến Ga Bangkok

| G Tầng trệt  | -                              | Trạm xe buýt                                                    |
| B1 Phòng chờ | Phòng chờ                      | Lối thoát 1–4, máy bán vé                                       |
| B2 Ke ga     | Ke ga 2                        | Tuyến Xanh Dương hướng đi Tha Phra thông qua Bang Sue (Sam Yan) |
| B2 Ke ga     | Ke ga, cửa sẽ mở phía tay phải |                                                                 |
| B2 Ke ga     | Ke ga 1                        | Tuyến Xanh Dương hướng đi Lak Song (Wat Mangkon)                |

## Địa điểm nổi bật
- Ga Hua Lamphong